# Espingardero
El espingardero fue un soldado de infantería o caballería armado con un arma de fuego de avancarga denominada espingarda, durante la segunda mitad del siglo XV y los primeros años del XVI. 
El espingardero existió, al menos, desde la década de 1460, si bien con anterioridad se habían usado espingardas.
Durante el reinado de los Reyes Católicos hubo espingarderos en la guerra de sucesión castellana, la Guerra de Granada, durante la defensa del Rosellón en 1495-1499,  o durante la primera guerra de Nápoles.
La infantería del cuerpo expedicionario que partió de España al mando del Gran Capitán para participar en el Asedio de Cefalonia, y que después luchó en la segunda guerra de Nápoles estaba integrada por espingarderos, ballesteros y lanceros,  demostrando su potencial durante el conflicto, especialmente en la Batalla de Ceriñola.
También hubo soldados de caballería armados con espingarda, conocidos como espingarderos a caballo,
Sin embargo, cuanto menos a partir de la expedición de Cisneros a Orán en 1509 las especialidades de los peones habían pasado a ser las de piquero, ballestero y escopetero, desapareciendo el espingardero.